# ملكة الثلج (فلم 2012)
ملكة الثلج (الروسية: Снежная королева) فيلم رسوم متحركة روسي 2012، محوسب ثلاثي الأبعاد وإخراج فلادين باربي وسفيشنيكوف مكسيم. تم إنتاجه بواسطة Wizart Animation ويستند إلى القصة القصيرة ملكة الثلج، كتبها هانز كريستيان أندرسن.

## الروابط الخارجية
- مقالات تستعمل روابط فنية بلا صلة مع ويكي بيانات